# Bundesstraße 472
Pour les articles homonymes, voir Route 472.
La Bundesstraße 472 est une Bundesstraße du Land de Bavière.

## Géographie
La B 472 commence dans l'arrondissement d'Ostallgäu au croisement avec la B 12. Elle traverse la zone urbaine de Marktoberdorf, où elle croise la B 16, avec laquelle elle partage environ un kilomètre.
Plus loin, la B 472 atteint le contournement de Schongau/Peiting. Elle croise la B 17 et partage la même chaussée. Après avoir traversé le Lechtalbrücke Schongau, la B 17 quitte le contournement de Schongau/Peiting en direction de Füssen. La B 472 croise ensuite la B 23. À Huglfing, elle croise la Bundesstraße 2 avec laquelle elle rejoint environ 3,5 km en direction du sud. À l'ouest d'Obersöchering, la B 472 bifurque vers l'est (la B 2 continue vers Murnau) et, après quelques contournements, rejoint l'A 95.
Juste avant le contournement de Bichl, la B 472 atteint la B 11, avec laquelle elle passe à environ trois kilomètres à l'est. À Untersteinbach, la B 11 bifurque vers Königsdorf. La B 472 atteint Bad Tölz, où elle rencontre la B 13. Après avoir traversé la ville, la B 472 rencontre plusieurs routes principales à un carrefour près de Moosrain :
- Direction nord : B 318 (Direction Holzkirchen)
- Direction sud :
  - B 307 (Direction Vorderriß)
  - B 318 (Direction Rottach-Egern)

La B 472 passe au nord par Miesbach. Après environ 7 km, il atteint la sortie à Irschenberg de l'A 8.

## Histoire
Le 1er janvier 1962, la Staatsstraße 2010 est renommée Bundesstraße 472. Cependant, des sections de l'itinéraire existaient déjà plus tôt. En 1889, par exemple, la route de campagne nouvellement construite entre Peißenberg et Schongau est ouverte à la circulation. Jusqu'en 1934, la route s'appelait Staatsstraße 138 (Tölz-Schongau-Oberdorf), car le numéro de la route était basé sur la première lettre du lieu où elle commençait (T).
Jusque dans les années 1970, l'extrémité ouest de la B 472 passait par Geisenried, Unterthingau, Wildpoldsried et Betzigau jusqu'à Kempten. Au cours de la construction de la nouvelle B 12 entre Kempten et Buchloe, la B 472 est raccourcie à Marktoberdorf.
Une autoroute pré-alpine (A 98) était prévue en 1980. Cependant, ces plans sont abandonnés en raison des coûts énormes, des preuves insuffisantes du besoin et du manque d'acceptation. En alternative, les B 12 et B 472 existantes sont agrandies pour former un axe ouest-est.
Les contournements de Bad Tölz, Bichl et Obersöchering sont construits dans les années 1980 et 1990. Le contournement de Schongau/Peiting suit en 1997 et le contournement de Peißenberg en 2008.

## Source
- (de) Cet article est partiellement ou en totalité issu de l’article de Wikipédia en allemand intitulé « Bundesstraße 472 » (voir la liste des auteurs).

1. ↑  (de) « Die Bundes- und Reichsstraßen in Deutschland - Nr. ab 399 » [archive du 15 octobre 2008], sur home.arcor.de (consulté le 18 juillet 2025)